# Chancay
Chancay (spanska: Cultura Chancay) var en förcolumbiansk arkeologisk civilisation som utvecklades mellan dalarna Fortaleza, Pativilca, Supe, Huaura, Chancay, Chillón, Rimac och Lurín, på Perus centralkust, från cirka 1200 till 1470. I äldre källor anges ofta 1000-1470 vilket motsvarar tiden för sen mellanperiod (late intermediate).

## Historia
Chancaycivilisationen följde efter Huarikulturens fall. Delar av det södra Chancayområdet erövrades av chimú i början av 1400-talet men omkring 1450 hade både den resterande Chancay-kulturen och Chimúkulturen fallit under Inkarikets maktsfär. Chancay hade sannolikt en centraliserad politisk struktur i Chancay- och Chillóndalarna ca 80 kilometer norr om Lima och utgjorde en mindre regional stat som successivt fick ge vika för Inkariket. Under en period hade de inflytande över den centrala kustkustregionen i Peru men även andra områden som Rimac- och Lurindalarna. Chancaykulturens centrala delar var en ökenregion men hade samtidigt bördiga och produktiva floddalar vilket möjliggjorde bland annat en omfattande jordbruksutveckling. De utvecklade intensiva handelsrelationer med andra regioner, vilket tillät dem att interagera med andra kulturer och bosättningar i ett stort område.

## Ekonomi
Chancay hade en ekonomi som var baserad på jordbruk, fiske och handel. Vattenreservoarer och bevattningskanaler byggdes av ingenjörer för att utveckla jordbruket. Läget vid havet innebar traditionellt fiske både från stranden och längre ut med hjälp av traditionella vassbaåtar, så kallade totoras. Chancay bedrev också handel med andra regioner antingen via land innåt land mot de peruanska högländerna och djungeln eller via havet med områden norr och söder om sina gränser.
Bosättningarna i Lauri, Lumbra, Tambo Blanco, Handrail, Pisquillo Chico och Tronconal fokuserade främst på storskaligt hantverk där man producerade keramik och textilier. Chancaykulturen är den första av de peruanska kulturerna som hade massproduktion av keramik, textilier och metaller som guld och silver som var ritualistiska och inhemska varor. Att det var en massproduktion är något man slutit sig till genom det stora antal föremål som återfinns i det arkeologiska materialet. De noterades också för sina träsnidade föremål.
Produktionen inom hantverk och jordbruk kontrollerades och reglerades av så kallade curacas vilka var politiska ledare. Dessa curacas  kontrollerade även högtider och festivaler.

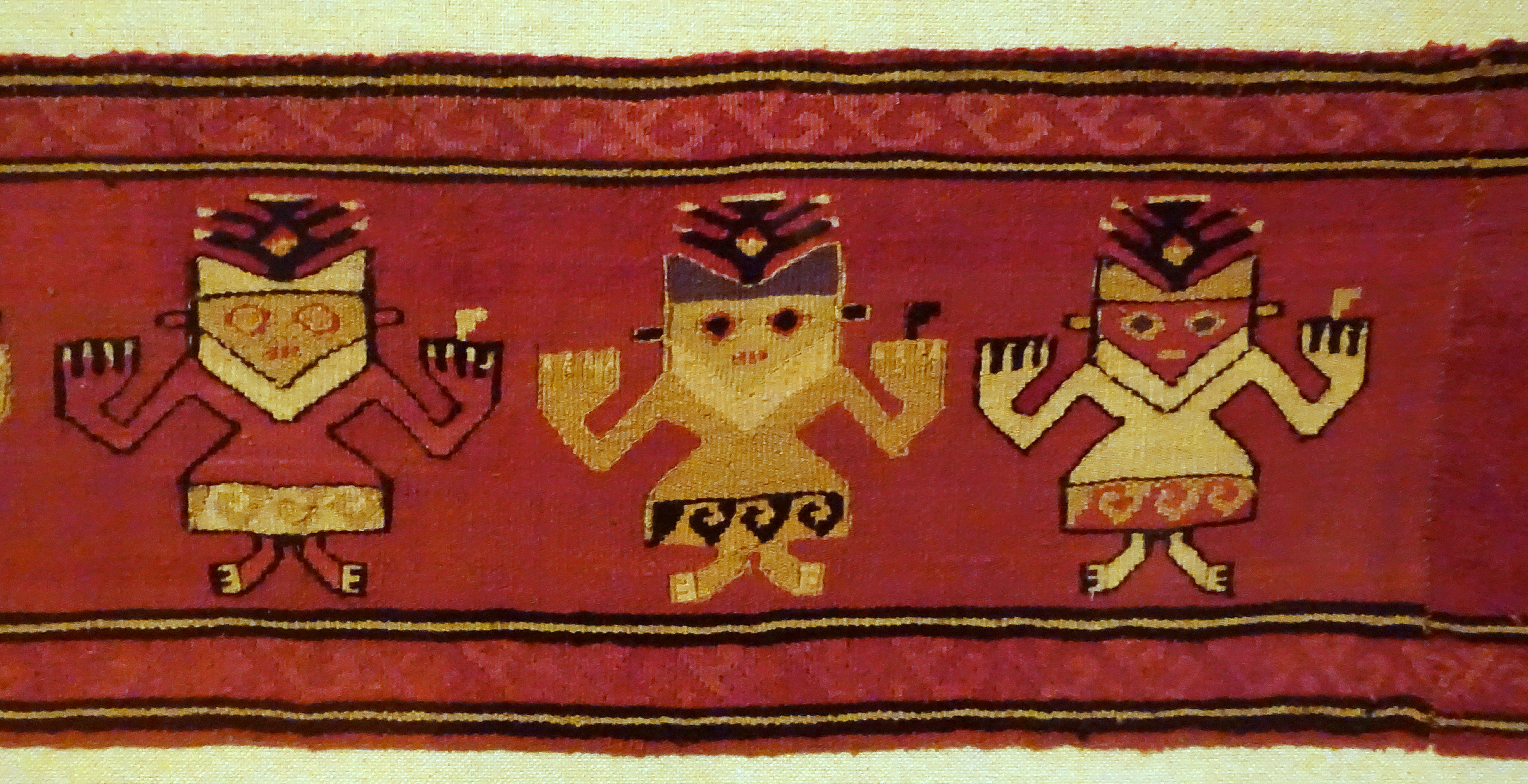
Fragment av mantel med antropomorfa figurer, utställd på Krannert Art Museum, University of Illinois

## Textilier
Den mest kända fyndkategorin är textilierna vilka var broderade och/eller målade. En mängd olika tekniker, färger och teman användes för att tillverka textilier.
Flera olika råmaterial användes till textilierna, bland annat lamaull, bomull, chiffong och fjädrar. De tekniker som förekom var dekorerad öppen väv, brokad, broderi och målning. Penslar användes för att måla antropomorf, zoomorf, geometrisk och andra kreativa mönster direkt på dukarna. Chancayen är känd för kvaliteten på sina målade gobelänger. De typiskt geometriska mönstren inkluderade även växter, djur och antropomorfa figurer. Vanliga djur var fiskar, katter, fåglar, apor och hundar, särskilt den hårlösa peruanska hunden. Några av de motiv som visar människor är mycket genomarbetade och visar scener som en mamma som lär dottern att väva på en vävstol. Fåglar och gudar som bär halvmåne-liknande huvudbonader var en av de vanligaste dekorativa egenskaperna. [1] De tillverkade en mängd olika typer av textilier som kläder, väskor och begravningsmasker.
Kanvas eller gaser användes främst för religiösa och magiska ändamål. De var gjorda för att täcka de dödas huvud i form av en huvudbonad. Det fanns en föreställning att trådarna i dessa textilier måste spinnas motsols i form av ett "S". En sådan tråd kallades lloque och ansågs besitta övernaturliga krafter som gav skydd i livet efter döden. Fjädrar sattes in i en huvudtråd som sedan syddes på tyget.
Man tillverkade också dockor och andra föremål täckta med bitar av vävt tyg och olika trådar.

## Keramik
Det finns mycket keramik från Chancaykulturen. En stor del kommer från begravningsplatserna i Ancon och Chancaydalarna. Mängden och det faktum att man använde formar vid tillverkningen visar på den omfattande produktionen. Över 400 olika typer av dekor i form av mönster och figurer förekommer vilka ännu inte har dekrypterats.
Tekniken som användes för att skapa dekoren på keramik kallas för svart på vitt. Keramikföremålen hade en grov matt yta. Denna målades med en mörk färg, vanligtvis svart eller brunt, ovanpå en ljusare beige eller vit bakgrund.
Kärlen är ofta stora och pittoreska. Äggformade kärl är vanliga. Även dockor eller kvinnliga figurer förekommer. Ansiktena och ibland de övre delarna av kroppen är täckta med ornament av olika geometriska former. Avtryck av textilier på vissa figurer, ofta nakna men målade, visar att de var klädda i verkliga kläder. Ögonen accentuerades med en linje på vardera sidan och armarna var vanligtvis korta.
En vanlig klass föremål var cuchimilcos, små stående mänskliga formade avgudar med markerade käkar, breda svartmålade ögon och tydligt modellerade genitalier. Dessa figurer kännetecknas särskilt av deras ovanliga kroppshållning som kännetecknas av uppåt utsträckta armar med handflator som vetter mot betraktaren. Handflatorna är ofta svärtade. Dessa figurer har hittats i gravar till högt uppsatta personer med rika gravgåvor.

## Trä
Träsniderier och träarbeten gjorda av chancay kännetecknas av tydlighet och enkelhet där naturens former återges. Det skiljer sig därmed från textilierna och keramiken. Av trä tillverkade de redskap för dagligt bruk, statyer och föremål för dekoration. Det finns spår av att de åtminstone i vissa fall varit målade. De använda träet från deras kustöknar och snidade stora och små föremål, fint arbetade med motiv som speglade den marina miljön i form av sjöfåglar, fiskar och båtar. De tillverkade också verktyg för användning i textilarbetet, inom jordbruk och fiskeverksamhet, liksom en mängd olika föremål för dyrkan och för att särskilja befolkningens sociala status.
Mänskliga huvuden snidade i trä var vanliga. De användes till mumierna till viktiga värdighetsmän, som ett tecken på deras status som gudom eller mytisk förfader, som de fick efter döden. De mänskliga bilderna i trä kan också varit indikatorer på politisk makt, när de återfinns i stavar som brukats av betydelsefulla personer.

## Arkitektur och social organisation
Med avseende på arkitektur är denna civilisation känd för att skapa stora stadskärnor med pyramidformade kullar och komplexa byggnader. Städerna, bosättningar eller ayllus kontrollerades av curacas, en form av politisk ledare. Stadskärnorna var konstruerade för religiösa ändamål men inkluderade även bostäder. Deras kultur och bosättningar präglades av social stratifiering, något som också fanns i mindre städer. Konstruktionerna, som var mestadels gjorda av soltorkat tegel, var organiserade i kluster och var också utformade på liknande sätt enligt ett specifikt mönster. Ibland var de mest framträdande konstruktionerna kombinerade med stenar.